# Numerio Negidio
Numerio Negidio (en latín Numerius Negidius) es un nombre ficticio ampliamente utilizado en los textos de derecho romano para ilustrar, con ejemplos concretos, la posición de un individuo en diferentes casos legales. A menudo se abrevia también con las iniciales N. N.
Numerio Negidio está basado en un juego de palabras:
- Numerius es un praenomen romano, o nombre de pila, que recuerda al verbo numero, 'yo pago'.
- Negidius recuerda al nombre gentilicio formado por el verbo nego, 'me niego'.

Por tanto, Numerius Negidius es un nombre personal que también puede ser interpretado como "me niego a pagar" o "el que se niega a pagar". Por esta razón, se utilizó para referirse al demandado en un juicio hipotético.
La parte contraria, el actor, era Aulo Agerio, el que pone en marcha la causa. Aulo también es un praenomen, mientras que Agerio recuerda el verbo latino ago, 'puse en movimiento', ya que es el demandante quien inicia la demanda judicial.
Una fórmula jurídica muy conocida, modelo de instrucción por escrito que el magistrado envía al juez en un proceso civil, para que absuelva o condene al demandado, comenzaba en la Intentio:
- Si paret Numerium Negidium Aulo Agerio sestertium decem milia dare oportere
  - Que significa: 'Si se comprueba que Numerio Negidio debe dar a Aulus Agerio diez mil sestercios... '

En el uso real, los nombres y cantidades se cambiarían a los valores apropiados.
Otras partes de la fórmula utilizada, fuera de las figuras específicas de demandante y demandado incluyen a Titius iudex esto ("Ticio sé juez") o si son varios, Ticio, Cayo y Seyo, como tercera parte.